# فرودگاه نیروی هوایی سلطنتی ولی
فرودگاه نیروی هوایی سلطنتی ولی (به انگلیسی: RAF Valley) (به زبان بومی: Anglesey Airport) یک فرودگاه نظامی و همگانی با کد یاتا VLY است که یک باند فرود آسفالت دارد و طول باند آن ۱۶۳۹ متر است. این فرودگاه در کشور انگلستان قرار دارد و در ارتفاع ۱۱ متری از سطح دریا واقع شده است.